# Native API
Native API (с заглавной N) — в основном недокументированный интерфейс программирования приложений (API), предназначенный для внутреннего использования в операционных системах семейства Windows NT, выпущенных Microsoft. В основном он используется во время загрузки системы, когда другие компоненты Windows недоступны, а также функциями системных библиотек (например, kernel32.dll), которые реализуют функциональность Windows API. Точкой входа программ, использующих Native API, является функция DriverEntry(), так же как и в драйверах устройств Windows. В то же время, в отличие от драйверов, программы, использующие Native API, выполняются в третьем кольце защиты, так же как и обычные приложения Windows. Большая часть вызовов Native API реализована в ntoskrnl.exe, а доступ к ним предоставляется программам режима пользователя ntdll.dll. Некоторые вызовы Native API реализованы напрямую в режиме пользователя внутри ntdll.dll.
Несмотря на то, что большая часть операционной системы Windows NT использует документированный и хорошо определённый Windows API, некоторые компоненты, такие как подсистема клиент/сервер времени выполнения (CSRSS), используют Native API, так как они запускаются на ранних стадиях процесса загрузки Windows NT, когда функции Windows API ещё не доступны.
Некоторое вредоносное программное обеспечение использует Native API, чтобы скрыть своё присутствие от антивирусного ПО.

## Группы функций
Native API включает достаточно большое число функций. В него входят функции стандартной библиотеки языка Си, такие как strlen(), sprintf() и floor(). В то же время, такие часто встречающиеся вызовы стандартной библиотеки, как malloc(), printf(), scanf() отсутствуют. Большая часть других функций Native API имеет двух- или трёхбуквенный префикс. Используются, в частности, следующие префиксы:
- Nt или Zw — системные вызовы, объявленные в ntdll.dll и ntoskrnl.exe. Когда они вызываются из ntdll.dll в режиме пользователя, эти группы функций ведут себя практически одинаковым образом: они вызывают переход в режим ядра и вызывают эквивалентную функцию из ntoskrnl.exe с использованием таблицы ветвлений. Когда функции вызываются напрямую из ntoskrnl.exe, что возможно только в режиме ядра, варианты, начинающиеся на Zw, гарантируют исполнение в режиме ядра, а варианты с префиксом Nt не гарантируют[3]. Префикс Zw не имеет расшифровки[4]
- Rtl — вторая по количеству группа вызовов ntdll. В неё включаются функции, составляющие расширенную библиотеку времени выполнения языка Си. Это многие служебные функции, которые могут быть использованы приложениями Native API, прямо не связанные с доступом к ядру системы.
- Csr — клиент-серверные функции, использующие для взаимодействия с процессом подсистемы Win32, csrss.exe (CSRSS означает подсистему клиент/сервер времени выполнения).
- Dbg — вспомогательные функции отладки, такие как программная точка останова.
- Ki — функции, вызываемые из режима ядра, использующиеся, например, для диспетчеризации асинхронного вызова процедур (APC)
- Ldr — функции загрузчика для поддержки исполняемых файлов формата PE и запуска новых процессов.
- Nls — для поддержки различных естественных языков (схожи с кодовыми страницами).
- Pfx — для обработки префиксов.
- Tp — для работы с пулом потоков.

Gdi32.dll включает ещё несколько функций, которые осуществляют переход в режим ядра. Они изначально не были предусмотрены проектировщиками операционной системы Windows NT и отсутствуют в Windows NT 3.5. Однако в связи с недостаточной производительностью аппаратного обеспечения, при выпуске NT 4 было решено перенести графическую подсистему в режим ядра. В результате этого системные вызовы в диапазоне 0x1000-0x1FFF исполняются win32k.sys (в отличие от вызовов диапазона 0-0x0FFF, выполняемых ntoskrnl.exe), и объявляются в gdi32.dll. У этих функций присутствует префикс Gdi.
Есть ещё несколько групп функций, экспортируемых ntoskrnl.exe, которые могут быть использованы только в режиме ядра. Они могут рассматриваться как часть Native API или не включаться в него, в зависимости от точки зрения источника (поскольку Native API полностью не документирован официально, определённого ответа нет). К таким группам относятся Cc (контроллер кэша), Ex (Windows Executive), FsRtl (вызовы времени выполнения файловых систем), Io (менеджер ввода-вывода), Ke (основные функции ядра), Ks (потоки ядра), Lpc (локальный вызов процедур), Lsa (сервер проверки подлинности локальной системы безопасности), Mm (управление памятью), Ob (менеджер объектов), Ps (управление процессами), Se (безопасность), Po (управление питанием) и другие.